# Bubble Days
Die Bubble Days sind eine zweitägige Veranstaltung im Linzer Handelshafen. Das Rahmenprogramm bilden dabei Streetart & Graffiti, Extrem-Sport und hochklassige Live-Musik. Seit 2012 gibt es eine Kooperation mit Red Bull, wodurch im Rahmen der Linzer Bubble Days das „Red Bull Wake of Steel“ bzw. „Red Bull Hosted by“ stattfindet. Veranstaltet wird dieses Event von der Linzer Kreativ Gruppe LI.K.I.DO. mit Sitz im „Boxxoffice“. Sie wollen ein Zeichen setzten für die Linzer Lebenskultur, Kreativität und Lifestyle an der Donau.

## Geschichte
Die ersten Linzer Bubble Days fanden im Jahr 2011 statt. Den Grundstein legte dafür die Eröffnung des neu-erbauten Boxoffice am Linzer Hafen. Mit dieser Errichtung verwirklichte die Linzer Kreativ-Gruppe ihr Konzept einer anspruchsvolleren Variante des Containerbaus mit welchem eine moderne bzw. urbane Message gesetzt werden konnte. Gemeinsam mit der Linz AG und weiteren Partnern veranstalteten LI.K.I.DO. seitdem die Bubble Days. 2014 kamen etwa 16.000 Besucher zur zweitägigen Veranstaltung.

## Musik
Das musikalische Programm bildet dabei die lokale Hip-Hop-Szene sowie House und Electronic Musik. Neben zahlreichen lokalen Größen traten unter anderem auch Grossstadtgeflüster, Ohrbooten sowie Stereo MCs VS Bam oder Roots Manuva auf.
| 2011 | Grossstadtgeflüster, The Köter |
| 2012 | Gudrun von Laxenburg, Ohrbooten, The Köter, S.K. Ambassadors meets Tonträger Artists Texta, Kayo & Phekt, Hinterland, Average, Andi & Alex, Lylit und DJ Chrisfader |
| 2013 | Stereo MCs VS Bam, Banana Klan feat. Roots Manuva, DJ DSL, Niawana Unplugged, DJ Todernst, Mike Riegler, Miss be groovy, DJ Good Time Sepp, Kings Crown Sound, Def Ill, Average MC |
| 2014 | Kings Crown Sound, NDL & UFUK, DJ Concept, Martin Jondo, Steaming Satellites, DJ Phekt, Chris P Cuts, DJ Fantastic, Hinterland, Fiva MC, R. A. The Rugged Man |
| 2015 | Camo & Krooked, Salute, Waxolutionists, Koan Sound, Tube & Berger, 5/8erl in Ehr’n, Yarah Bravo, Megaloh, Kinectical, Good Time Sepp & Miss B Groovey, DJ Buzz, MC Funke & Zuzee, Olddog, DJ Rapha L, Ufug, DJ Phekt |
| 2016 | Eugene the Cat, Restless Leg Syndrom, Crack Ignaz & Wandl, Fatoni, Gappy Ranks, Julian Kleiss, Müssig Gang, Brenk Sinatra, The Ruff Pack feat. Aku Naru, SSIO, Mount & Lowa, Tribe Vibe Soundsystem, Selekta Ufuk, DJ Hooray, DJ Chrisfader, DJ Testa, Max Powa, Kings Crown Sound, DJ Buzz, Mind & Decutz, Average, DJ Concept |
| 2017 | Benjo, Takt32, Schnipo Schranke, Edgar Wasser, Elektro Guzzi, Austrian Apparel, DJ Aka Tell, Duscher und Gratzer live, Jugo Ürdens, Scheibsta & die Buben, Meute, DJ Mike Smile, DJ Tom Barkley, DJ Silberrücken, Antilopen Gang, DJ Buzz & Preddy,                                                                             |

## Rahmenprogramm
Neben den Musikauftritten und einen Wakeboard Kontest haben die Bubble Days zahlreiche andere Attraktionen zu bieten, die sich von Jahr zu Jahr unterscheiden. Hafenrundfahrten mit dem Shuttle-Schiff, Stand-up-Paddeln, Yoga, Modellbau-Flug-Vorführungen des ASKÖ Modellflugcub Linz, Street-art, Visuals und Animationen, breites Programm für Kinder, Vorführung des Red Bull Skydive Team, Livepainting, Graffiti und zahlreiche weitere Kunstprojekte.

## Red Bull Wake of Steel
Das Red Bull „Wake of Steel“ ist ein internationaler Wakeboard Contest im Rahmen der Linzer Bubble Days. Die Besonderheit bietet dabei das weltweit einzigartige und spektakuläre Obstacle. Hierfür wurde ein Schiffswrack ausrangiert und zu einem Parkour umgebaut. Den ersten Tag des Events können die Fahrer dabei nutzen, um sich mit dem Obstacle vertraut zu machen, der Wettbewerb findet am Samstag der Veranstaltung statt.
Im Jahr 2012 gewann der junge Thailänder Daniel Grant. Ein Jahr später löste Dominik Hernler (AUT) ihn ab. Doch schon 2014 holte sich Daniel Grant (THA) den Titel wieder und konnte diesen, auch nach einjähriger Pause des Contests, 2016 verteidigen.
2016 fand außerdem erstmals eine Night Session statt.